# Barbara Lüthi
Barbara Lüthi (* 7. August 1973 in Zürich) ist eine Schweizer Fernsehjournalistin. Die langjährige Chinakorrespondentin des Schweizer Fernsehens wurde im September 2008 für eine Reportage über chinesische Landenteignungen als «Journalistin des Jahres» im deutschsprachigen Raum ausgezeichnet.

## Leben
Nach dem Absolvieren der Matur und der Wirtefachschule in Zürich und einem Sprachstudium in Sydney begann sie als Videojournalistin und Redakteurin für schweizerische Fernsehsender zu arbeiten, darunter ab 2001 in der Redaktion des Polit- und Wirtschaftsmagazins Rundschau. Von 2006 bis 2014 berichtete sie als Korrespondentin des Schweizer Fernsehens über China. Bevor sie 2009 mit ihrem Mann, der ebenfalls Journalist ist, eine Familie gegründet hat, lebte sie in Peking, danach der besseren Luft wegen überwiegend in Hongkong. Die Journalistin berichtete ab 2014 über Südostasien und konzentrierte sich ab 2015 auf die Realisierung einzelner Reportagen. Dazu gehörte eine im Oktober 2015 erstausgestrahlte Reisedokumentation zur Old Burma Road von Kunming bis Kalkutta.
Nachdem Lüthi 2017 ihre Tätigkeit in Südostasien beendet hat, moderiert sie seit Januar 2018 die Diskussionssendung Club. Lüthi ist mit Tristan Brenn, dem Chefredaktor von SRF, liiert.

## Auszeichnungen
- 2005: CNN Journalist Award, Internationaler TV Award in der Kategorie Politik und Wirtschaft für die Reportage «Spielzeug-Fabrik» über die Arbeitsbedingungen in chinesischen Spielzeugfabriken
- 2005: TV Award Kindernothilfe Deutschland, Children Rights Award für eine Reportage über Kinderhandel an der griechisch-albanischen Grenze
- 2008: CNN Journalist Award, Kategorie TV für die Reportage «Landenteignung in China» und zusätzlich CNN Journalist of the Year

## Werke
- Live aus China – Mein Leben im Reich der Mitte. Orell Füssli, Zürich 2014, ISBN 978-3-280-05551-9.